# Pike
Пайк (англ. Pike — «щука») — динамический интерпретируемый объектно-ориентированный язык программирования с C/C++-подобным синтаксисом.
Достоинством языка считается один из наиболее стабильных и быстродействующих интерпретаторов.
Язык Pike был создан программистами из Швеции в 1994 году как GPL-версия языка LPC.
Изначально он назывался µLPC (микро-LPC), но позднее был переименован.

## Синтаксис

### Hello World
```
int
 
main
()
 
{

    
write
(
"Hello world!
\n
"
);

    
return
 
0
;

}

```